# Linia kolejowa nr 561
Linia kolejowa nr 561 – pierwszorzędna, niezelektryfikowana, jednotorowa linia kolejowa łącząca posterunki odgałęźne Lublin Zadębie i Adampol.
Linia ta pozwala na jazdę pociągów z kierunku wschodniego na północ bez zmiany czoła pociągu na stacji Lublin. Po okresie niewykorzystywania została odbudowana w 2017 roku.